# Gilze en Rijen
Gilze en Rijen es un municipio de la provincia de Brabante Septentrional en los Países Bajos. frecuentemente citado con guion en lugar de la conjunción copulativa: Gilze-Rijen, como se denomina la base aérea militar, la más antigua de los Países Bajos, y se rotula la estación de ferrocarril en la línea que une Breda y Eindhoven. El 30 de abril de 2017 contaba con una población de 26.254 habitantes, sobre una superficie de 65,66 km², de los que 0,17 km² corresponden a la superficie cubierta por el agua, con una densidad de 401 h/km².  
Además de Rijen, donde se asienta el ayuntamiento, y Gilzen, unidos ya en forman el municipio Hulten y Molenschot, donde se encontraron restos del Epipaleolítico, independizado como parroquia en 1879. En Rijen se estableció en 1910 la primera escuela de pilotos de los Países Bajos, origen poco después de la fuerza aérea neerlandesa que tuvo su primera base en el aeropuerto instalado entre Gilze y Rijjen, los núcleos principales del municipio.

## Galería de imágenes

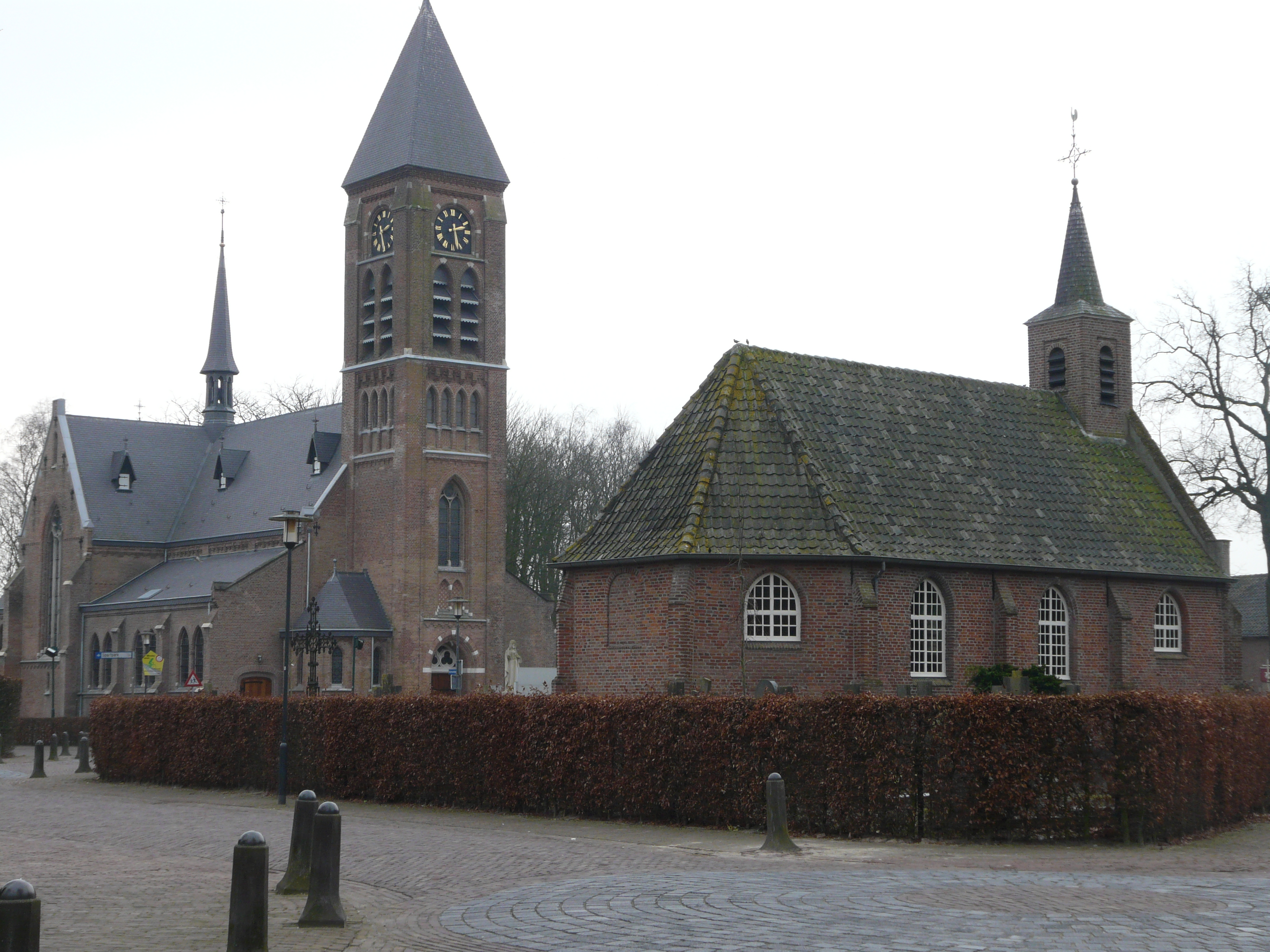
Molenschot: Iglesia neogótica de Santa Ana junto a la primitiva capilla
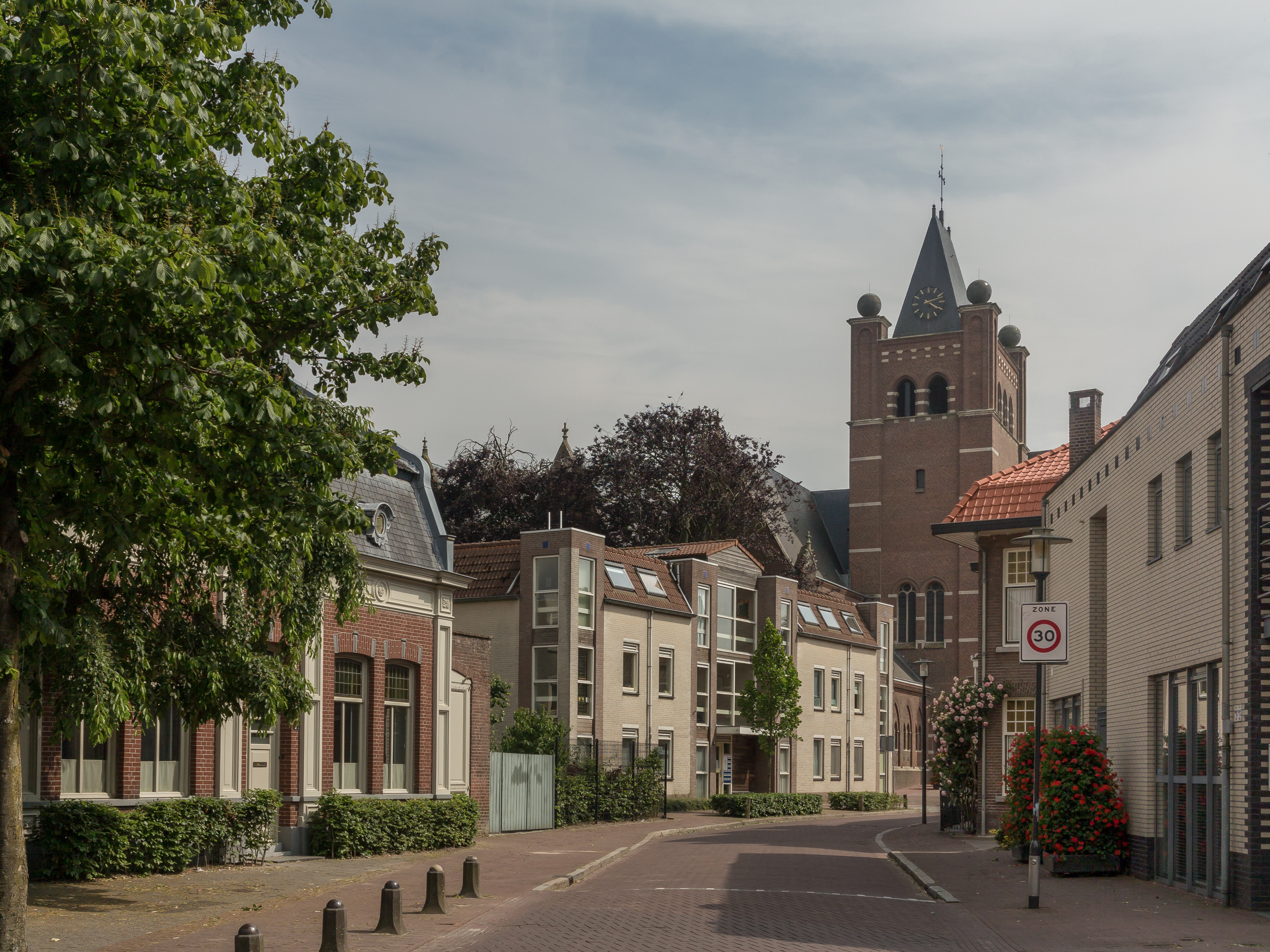
Gilze, la iglesia (Sint Petrus Bandenkerk) en la calle
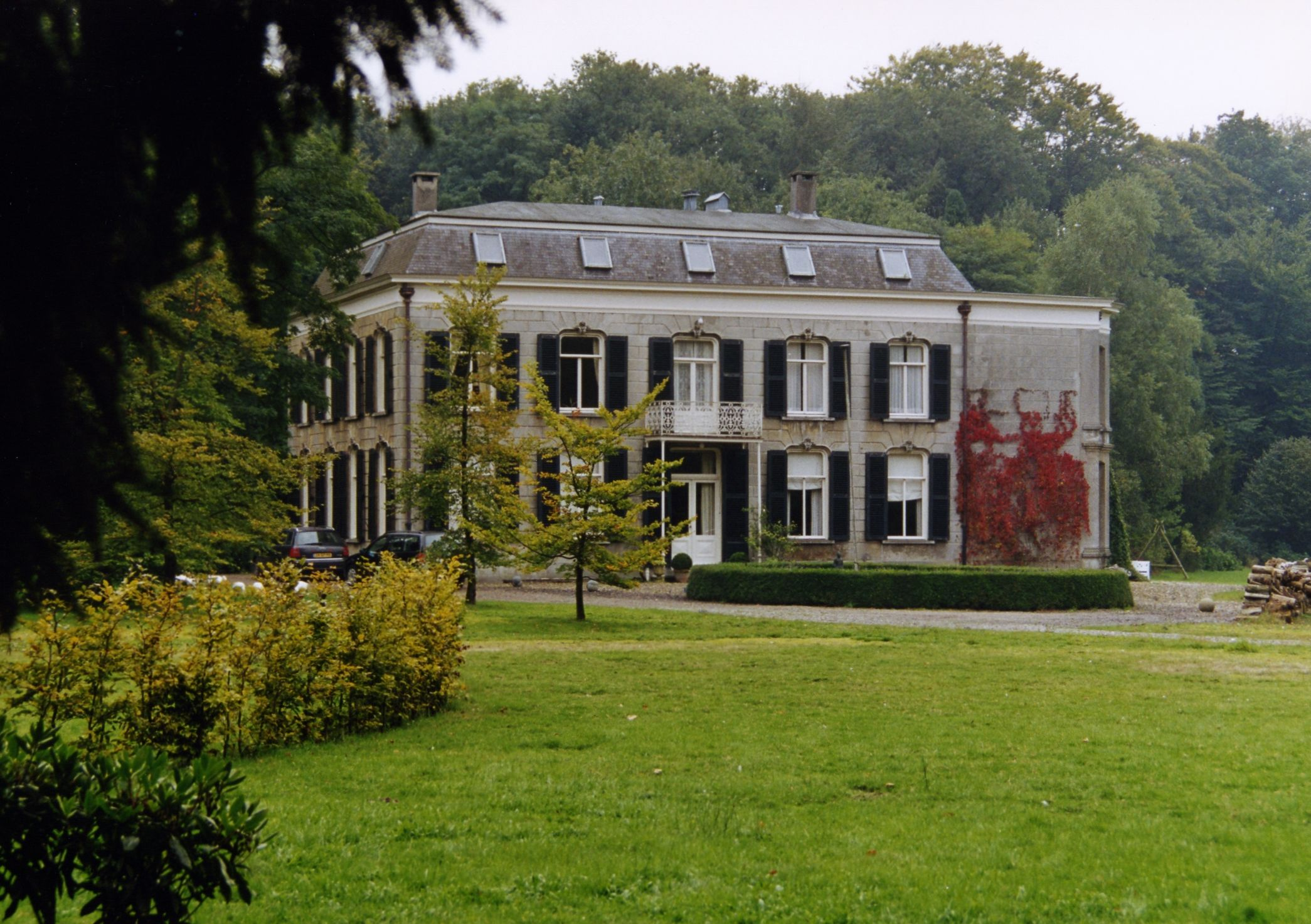
Gilze: Valkenberg, finca construida a finales del siglo XVIII
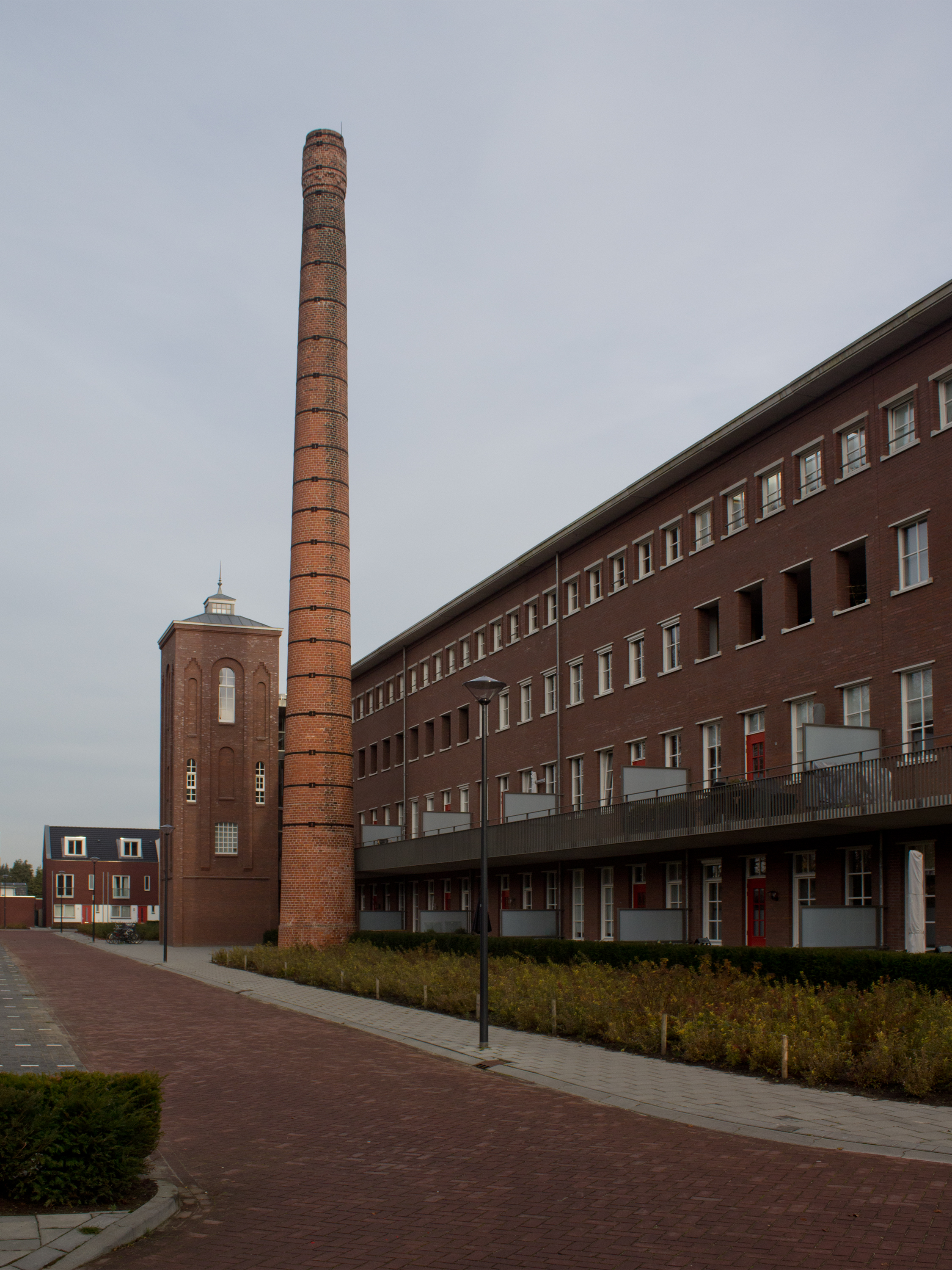
Rijen: fábrica de cuero Noord-Brabant
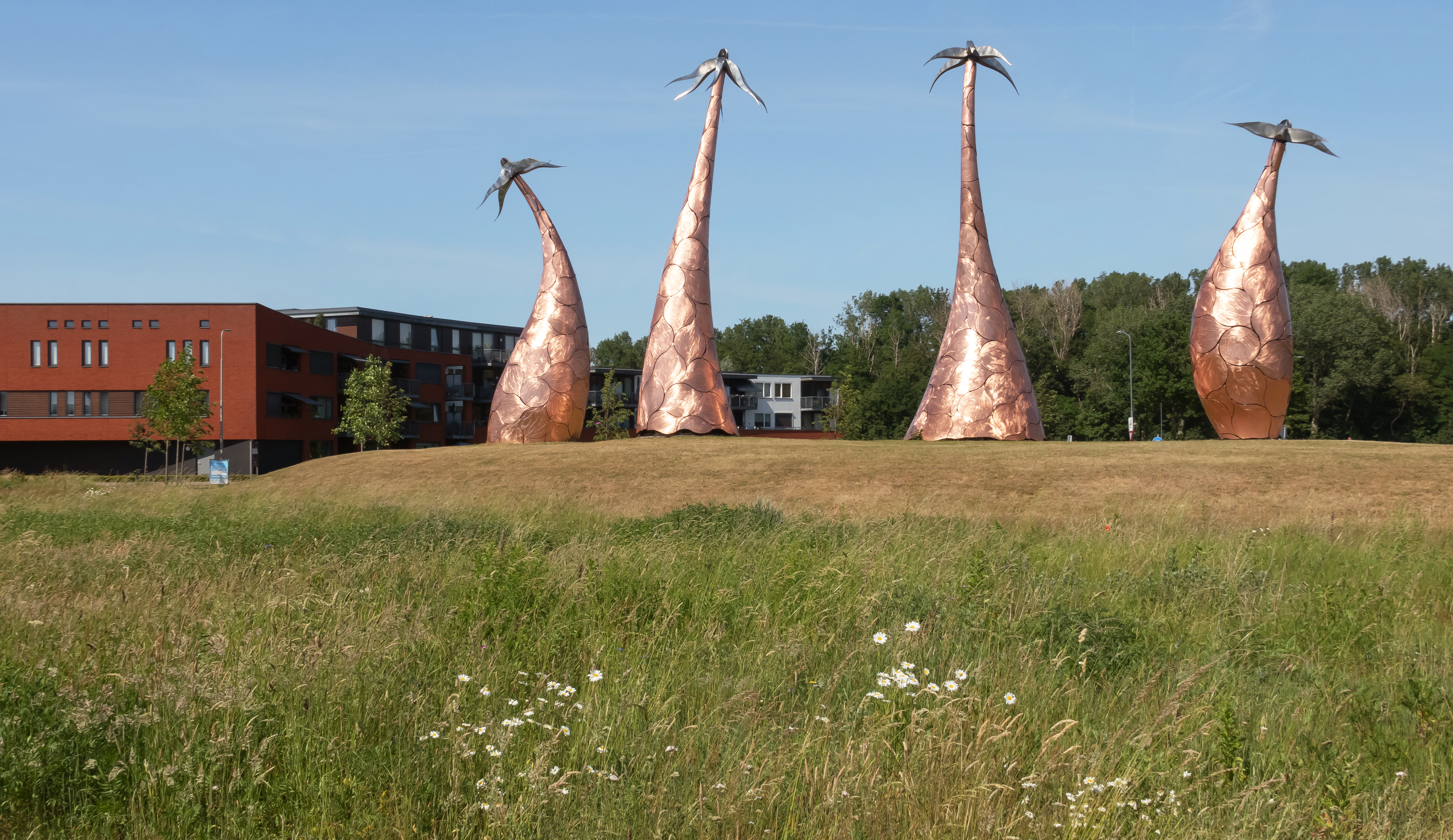
Rijen, la escultura "las Margaritas" diseñada por Paul Veroude
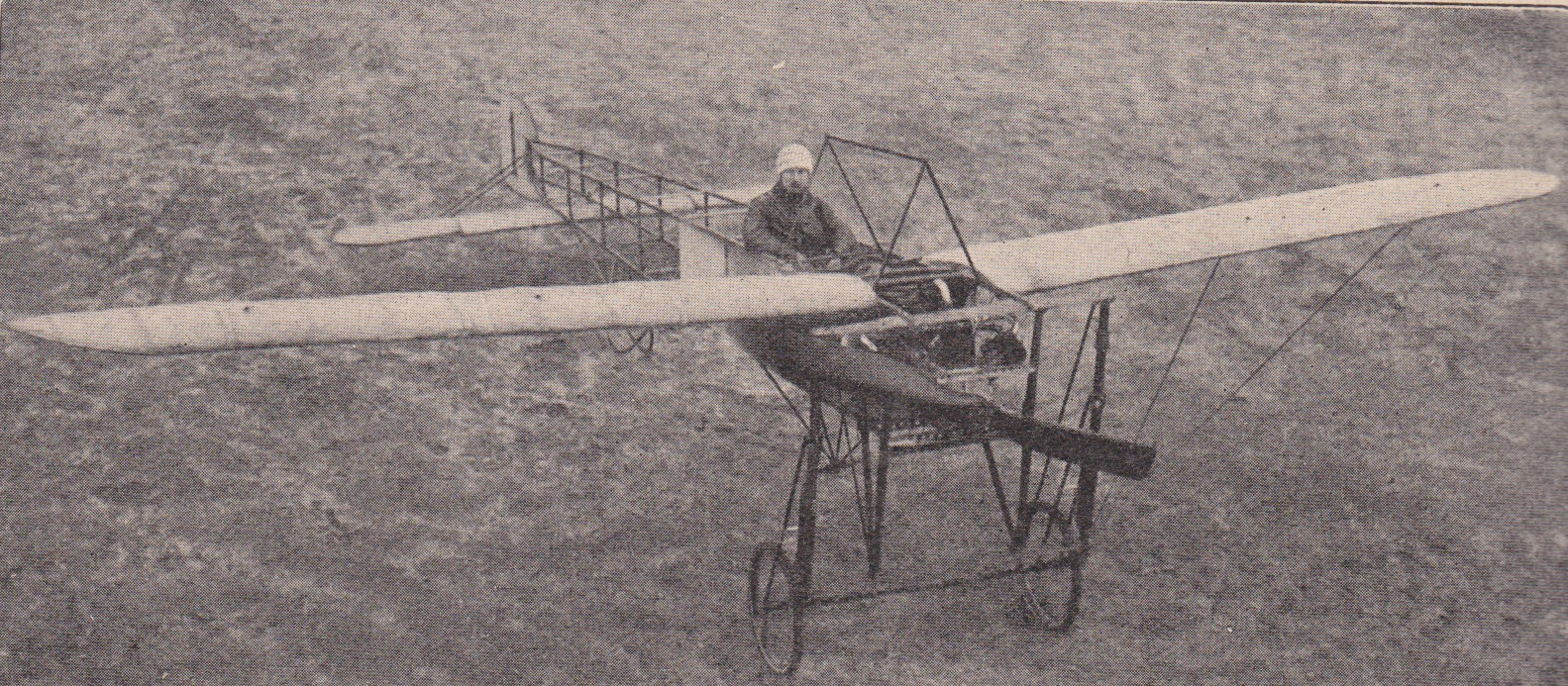
El señor Adriaan Muller tras aterrizar exitosamente en la escuela de pilotos de Rijen, De Prins der Geillustreerde Bladen, 18 de febrero de 1911